# Grube Carl-Friedrich
Die Grube Carl-Friedrich war ein Bergwerk in Richterich, einem Stadtteil von Aachen. Sie gehörte zu den Gruben des Aachener Steinkohlenreviers und war von 1903 bis 1927 in Betrieb. Die Förderung von Anthrazitkohle begann 1911. 1924 übernahm der Eschweiler Bergwerks-Verein die Aktienmehrheit, legte die Grube aber aufgrund der geologisch ungünstigen Lagerstätten drei Jahre später still.

## Geschichte
Die erste Konzession für Bergbau im Feld der späteren Grube wurde bereits 1847 vom Oberbergamt Bonn an die Familie Wolters von Fisenne verliehen, das Grubenfeld erhielt den Namen „Woltershoffnung“. 1861 erhielten der Gutsbesitzer Richard Welter und der Ingenieur Carl Widmann eine Genehmigung für ein weiteres Feld, das von ihnen „Carl-Friedrich“ genannt wurde. Größerer Abbaubetrieb in beiden Feldern blieb jedoch aus, lediglich im benachbarten Horbach wurde 1870 ein Versuchsschacht abgeteuft.
In den Jahren 1891 bis 1895 erwarb der Kommerzienrat Friedrich Wilhelm Huppertz das Feld der Familie Wolters von Fisenne und das Feld „Carl-Friedrich“, 1898 begann er mit dem Stollenbau im Feld „Woltershoffnung“. In den Folgejahren erwarb Huppertz weitere benachbarte Felder. 1904 legte er den Stollenbetrieb zugunsten des Aufbaus der Grube Carl-Friedrich still. Für diese Grube bestätigte das Oberbergamt Bonn im Jahr 1907 Huppertz die Konsolidation seiner Felder zum neuen Grubenfeld Carl-Friedrich. Das Feld der neuen „Gewerkschaft Carl-Friedrich“ erstreckte sich auf eine Länge von 8,3 und eine Breite von 3,6 Kilometern, begrenzt durch Felder der Vereinigungsgesellschaft für Steinkohlenbau im Wurmrevier im Norden und Osten sowie die Grenze zu den Niederlanden im Westen.
Bereits 1903 begann das Abteufen des ersten Schachts der Grube auf einem Gelände zwischen Richterich und Laurensberg direkt an der Bahnstrecke Aachen–Maastricht mit eigenem Bahnanschluss. Schacht I war als Wetterschacht vorgesehen. Ab 1907, nach erfolgter Konsolidation, wurde auch Schacht II, der spätere Förderschacht, abgeteuft. In diesem Jahr hatte Schacht I eine Teufe von 200 Metern, Schacht II wurde bis 1911 auf 300 Meter abgeteuft. 1909 wurde die erste Kohle gefördert, die planmäßige Förderung begann aber erst 1911, nachdem drei Sohlen und insgesamt sieben Querschläge aufgefahren worden waren. Bis 1914 erreichte die Grube bei ungefähr 500 Mann Belegschaft eine Förderleistung von 320 Tonnen pro Schicht, der beste Jahreswert vor dem Ersten Weltkrieg belief sich auf 86.000 Tonnen Steinkohle. Im Grubenfeld stand eine hochwertige Anthrazitkohle mit geringem Anteil flüchtiger Bestandteile an, allerdings wiesen die drei Flöze ausgesprochen ungünstige geologische Verhältnisse auf. Wie fast überall im Aachener Revier erwies sich auch die Wasserhaltung aufgrund sehr hoher Zuflüsse als schwierig. Der Eschweiler Bergwerks-Verein (EBV), in dem die benachbarte Vereinigungsgesellschaft 1907 aufgegangen war, und dem inzwischen fast alle Gruben des Aachener Reviers gehörten, lehnte daher die ihm 1913 angebotene Übernahme von Carl-Friedrich ab.

Aktie über 100 RM der Anthrazitgrube Carl Friedrich AG für Bergbau und verwandte Industrien vom November 1938

Der Erste Weltkrieg brachte das Bergwerk in erhebliche Probleme, wegen Personal- und Materialmangels ging die Förderung deutlich zurück und kam zeitweise fast zum Erliegen. 1919 betrug die Jahresleistung lediglich 28.000 Tonnen. Die Betreibergesellschaft ging im gleichen Jahr in Konkurs, nach zwei Jahren, in denen der Konkursverwalter den Betrieb geführt hatte, übernahm die „Anthrazitgrube Carl  Friedrich Aktiengesellschaft für Bergbau und verwandte Industrien“ 1921 als Auffanggesellschaft die Grube. An dieser Auffanggesellschaft waren mit kleinen Summen auch namhafte Vertreter des Ruhrbergbaus beteiligt, darunter Gustav Knepper und Ernst Tengelmann. Die neue Gesellschaft investierte zunächst in den Abbau und konnte bereits 1922 eine Steigerung der Jahresförderung auf 52.000 Tonnen erreichen. 1923 führten jedoch die Ruhrbesetzung und der als Reaktion von der Reichsregierung ausgerufene passive Widerstand zu Streiks gegen die Forderungen der französischen Besatzungsmacht nach Ablieferung von Kohle als Reparationsgut. Leitendes Personal der Grube wurde aus dem besetzten Rheinland ausgewiesen und die Förderung ging deutlich zurück.
Der EBV, der 1913 eine Übernahme abgelehnt hatte, erwarb schließlich 1924 die Hälfte des Grundkapitals. Er überwies der Grube als Pachtfeld sein nördlich anschließendes Grubenfeld Melanie, auf das sich fortan die Förderung konzentrierte. Im früheren Hauptfeld hatten sich die geologischen Probleme der Lagerstätten als zu aufwändig erwiesen. Der EBV reduzierte zudem die Belegschaft auf 180 Mann. 1926 gab der EBV die unterste 300-m-Sohle auf, im gleichen Jahr förderte Carl-Friedrich 40.000 Tonnen. Schließlich fiel 1927 die Entscheidung, die Grube stillzulegen. Der letzte Hunt mit Kohle wurde im Schacht II am 31. Juli 1927 zutage gefördert. Die verbliebenen Bergleute wurden größtenteils vom EBV in die benachbarten Gruben Laurweg und Gouley übernommen.
Ab 1936 begann der Abbruch der Tagesanlagen, der Förderturm über Schacht I wurde 1941 demontiert. Bis Ende der 1940er Jahre blieben die Schächte jedoch noch ungesichert und offen, erst 1951 wurden sie verfüllt und mit Betondeckeln abgeschlossen. Zuvor hatten Probebohrungen in den umliegenden Feldern nur erneut den Nachweis nicht abbauwürdiger Flöze erbracht. Die Gewerkschaft Carl-Friedrich wurde 1944, die 1921 gegründete Auffanggesellschaft 1954 aus dem Handelsregister gelöscht.
Das Grubengelände wurde nach dem Zweiten Weltkrieg vom EBV an einen Textilfabrikanten verkauft, der in den verbliebenen Gebäuden eine Konfektionsfirma für Herrenkleidung einrichtete. Inzwischen ist in den Gebäuden die Softwarefirma aixigo AG sowie der Bergmoser + Höller Verlag ansässig. Erhalten sind noch das Verwaltungsgebäude, die Waschkaue und die Schlosserei.